# 寺島本町東
寺島本町東（てらしまほんちょうひがし）は、徳島県徳島市の町名。内町地区に属している。寺島本町東一丁目から寺島本町東三丁目まであり、東から1～3丁目と並ぶ。
徳島市の調査による2009年12月現在の人口は239人、世帯数は111世帯。郵便番号は〒770-0832。

## 地理
徳島市の中心街に位置し、JR徳島駅駅前東半分を占める。西半分は寺島本町西である。
ダイワロイネットホテル徳島駅前（旧とくしまCITY跡地）やヨンデンプラザ徳島・徳島ステーションホテルなどが散在して商店街を形成している。
北は徳島駅構内の大半を含み、駅の反対側にある徳島町城内の徳島中央公園と接しているが、JR職員用出入口と東端の歩道橋のみで通じている。南は一番町に接している。
朝夕のラッシュ時には多数の通勤・通学者が徳島駅に集散し、特に夕方の往来が多い。

## 歴史
江戸時代には徳島城との間を寺島川が流れ、寺島本町西と共に藩臣の屋敷が並ぶ武家地だった。ここを東西に貫く本丁筋（現在のとくしまCITY南の道路）が本通りだった。東端の剣先（けんざき、本丁筋が寺島川にぶつかる三角地帯）には銀札場御役所や寺島学問所があった。明治には寺島町の一部で、小字では、本丁筋を境として北が寺島本町北の東半、南が寺島本町南に分かれていた。
1899年（明治33年）、現在の寺島本町西・東にかけて徳島駅が開設され、徳島市の表玄関となった。1907年（明治41年）、剣先から寺島川を越え徳島城跡に入る剣先橋が架設された。現在は城の内橋が架かっている。1941年（昭和16年）、寺島本町北の東半・寺島本町南・徳島町の一部を加え、現在の町名となった。
徳島町から一部が移されたことにより、徳島駅の東半のほとんどが寺島本町東となった（これに対し西半のほとんどは寺島本町西ではなく徳島町城内である）。1975年に紙屋町（現 一番町）の一部を編入。1972年（昭和47年）に南海ショッピングセンターが開店、1983年（昭和58年）にとくしまCITYとしてリニューアルし、周辺地域の中心的な商業施設となった。
2013年（平成25年）、老朽化などによりとくしまCITYが閉店。同地には2015年（平成27年）にダイワロイネットホテル徳島駅前がオープンした。

## 交通

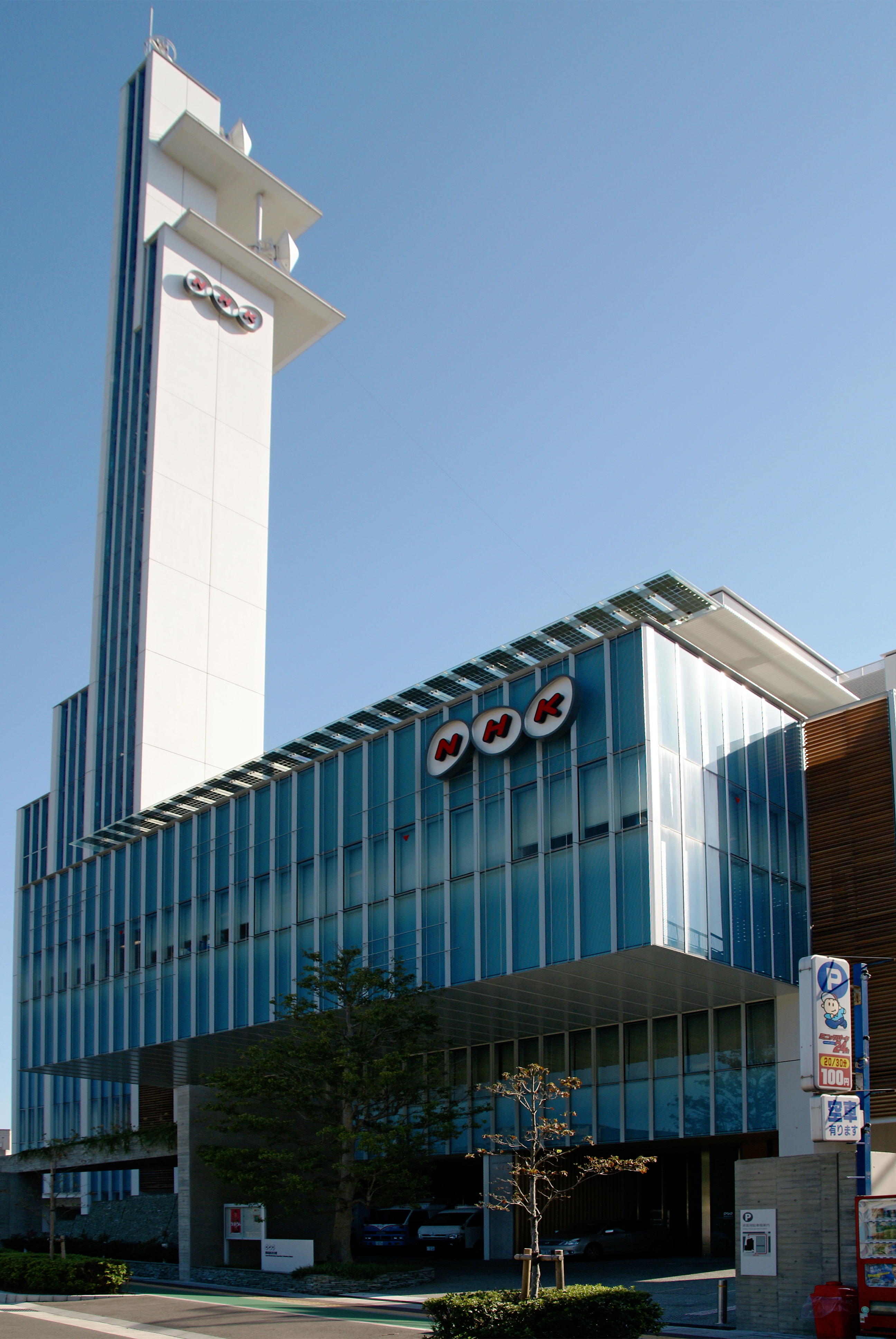
NHK徳島放送局

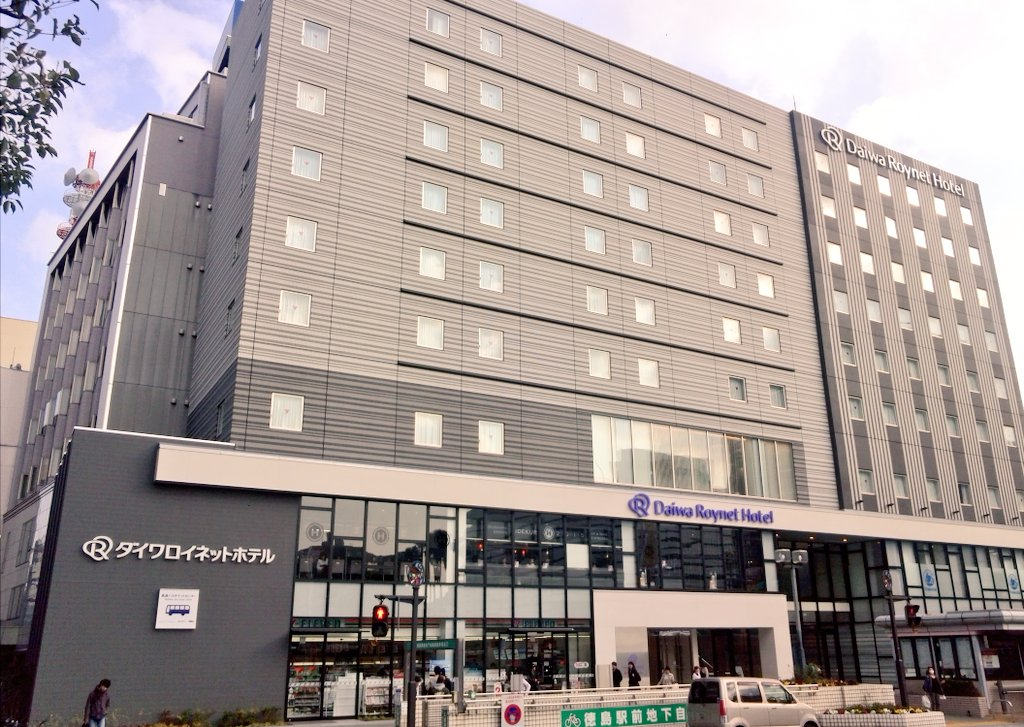
ダイワロイネットホテル徳島駅前

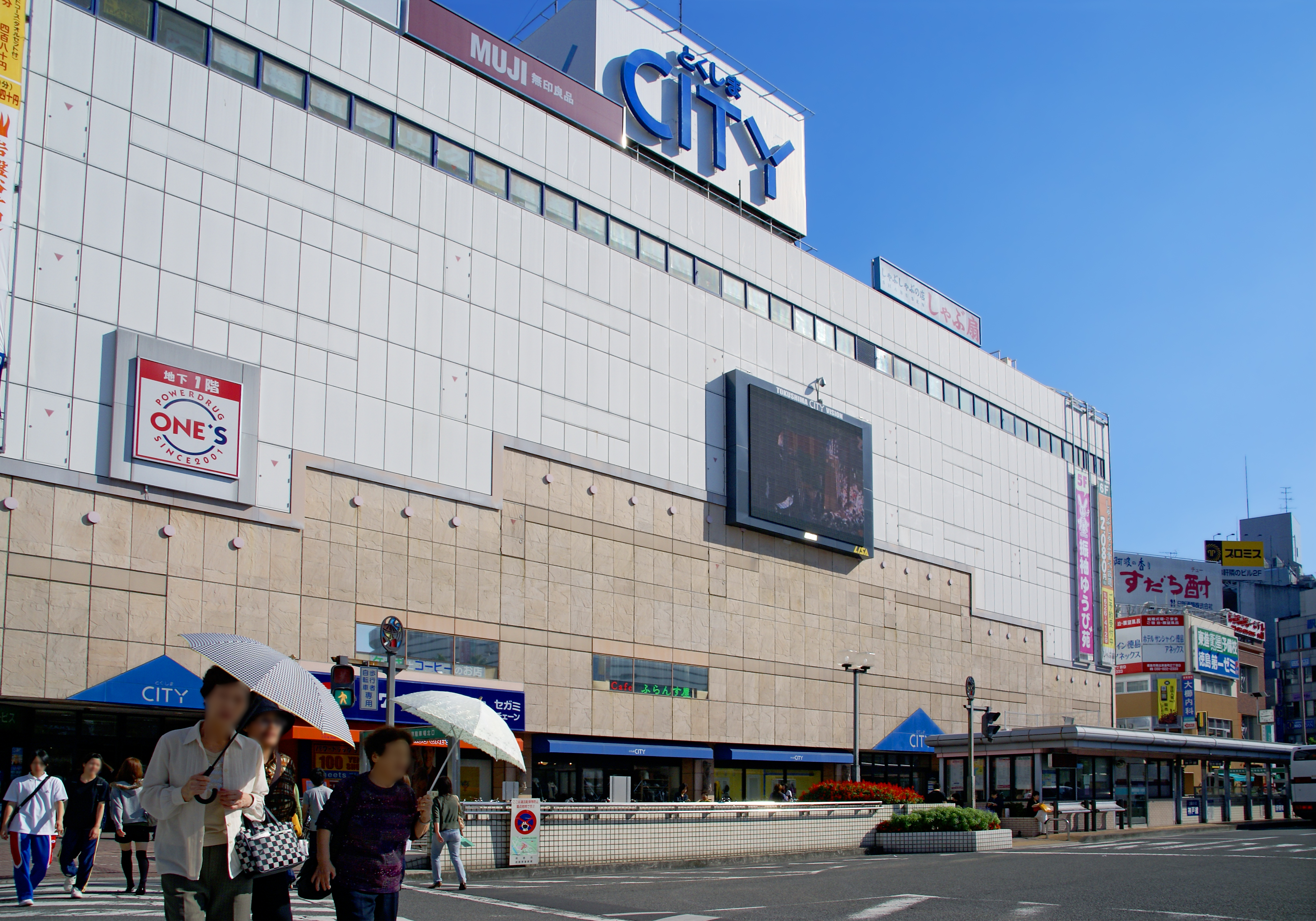
かつて存在したとくしまCITY

### 道路
県道
- 徳島県道13号徳島停車場線

橋梁
- 城の内橋 - 1丁目から牟岐線と寺島川を越え徳島町城内へと繋ぐ。

## 施設
- NHK徳島放送局 - 1丁目
- 学校法人村崎学園本部 - 1丁目
- ヨンデンプラザ徳島 - 2丁目
- アパホテル徳島駅前 - 2丁目
- ホテルアストリア - 2丁目
- 徳島ステーションホテル - 3丁目
- ダイワロイネットホテル徳島駅前 - 3丁目
- フレシアとくしま - 3丁目
- 徳島クレメントプラザ（一部） - 3丁目
- 徳島駅（一部）- 主に3丁目

かつて存在した施設
- とくしまCITY - 3丁目
- 笹倉スポーツ社 - 3丁目